# بيتر غودارد (متسابق دراجات نارية)
بيتر غودارد (بالإنجليزية: Peter Goddard)‏ هو متسابق دراجات نارية أسترالي. نافس في سباقات بطولة العالم لفئة 500 سي سي. كما شارك في بطولة العالم للسوبربايك.

## روابط خارجية
- بيتر غودارد على موقع MotoGP.com (الإنجليزية)
- بيتر غودارد على موقع WorldSBK.com (الإنجليزية)